# Beth Morgan
Beth Morgan, coniugata Cunningham (Bloomington, 5 giugno 1975), è un'ex cestista e allenatrice di pallacanestro statunitense, professionista nella ABL e nella WNBA.

## Carriera
Con gli Stati Uniti ha disputato i Campionati americani del 1997.